# SN 1919A
SN 1919A – supernowa typu I odkryta 26 lutego 1919 roku w galaktyce NGC 4486. Jej maksymalna jasność wynosiła 12,30m.